# 檜山追分旧羽州街道松並木

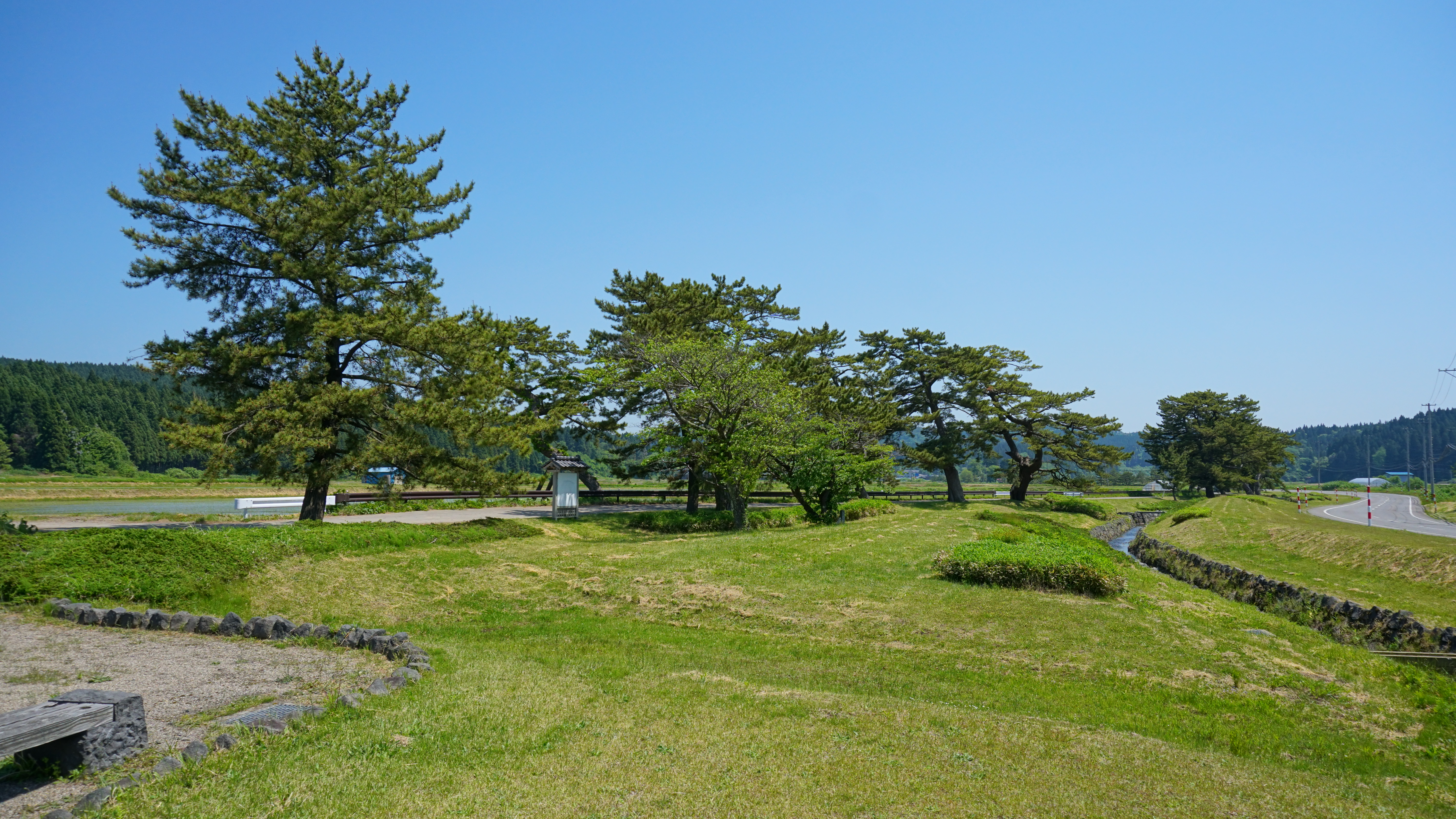
檜山追分旧羽州街道松並木

檜山追分旧羽州街道松並木（ひやまおいわけ きゅううしゅうかいどう まつなみき）は、秋田県能代市に所在する松並木。

## 概要
この松並木は、江戸時代、檜山城から東方の鶴形村へ向かう旧羽州街道と西北方向の野代港（現在の能代市街地）へ至る脇街道の分岐にあたる地域に植栽されたものであり、「追分」とは分岐点をさす言葉である。
現在は秋田県道4号能代五城目線の沿線にあり、県道に沿って黒松が13本残っているが、最大のものは樹高11mで、樹齢約200年と推定される。久保田藩が1681年（天和元年）に街道整備を行ったという記録があり、今日のこっている松並木はその後に植栽されたものと考えられている。1973年（昭和48年）7月12日に秋田県指定史跡となっている。

## 所在地
- 能代市檜山字上館[1]